# Меньшаков, Николай Александрович
Николай Александрович Меньшако́в (1933—2008) — заслуженный строитель Карельской АССР (1970), заслуженный строитель РСФСР (1980), лауреат Государственной премии СССР за выдающиеся достижения в труде (1984).

## Биография
Родился в крестьянской семье.
После окончания в 1949 году Петрозаводского ремесленного училища № 4, работал маляром, каменщиком, бригадиром каменщиков на стройках Карелии.
В 1960 году возглавил специализированную бригаду маляров, ставшую лучшей в строительном комплексе Карельской АССР.
В 1987 году присвоено звание Почётного гражданина Петрозаводска.

## Сочинения
- Тридцать лет на стройке. — Петрозаводск, 1980